# Petit-Verly
Petit-Verly – miejscowość i gmina we Francji, w regionie Hauts-de-France, w departamencie Aisne.
Według danych na styczeń 2014 roku gminę zamieszkiwały 183 osoby, a gęstość zaludnienia wynosiła 35,3 osób/km².